# Carl Swartz
Carl Johan Gustaf Swartz (Norrköping, 5 de junho de 1858 – Estocolmo, 6 de novembro de 1926) foi um político da Suécia. Filho do proprietário de fábrica Erik Swartz e Elisabeth Forsgren. Depois de completar estudos em Upsália e Bona, ele retornou a Norrköping para cuidar do negócio da família, a produtora de tabaco Petter Swartz.  Ele foi Presidente do Conselho de Diretoria, dentre outros, do Banco Central privado da Suécia entre 1912 e 1917. Como Ministro das Finanças entre 1906 e 1911, ele aplicou um conjunto integrado de reformas, incluindo os impostos de renda e propriedade que se tornaram progressivos. Ocupou o lugar de primeiro-ministro da Suécia de 30 de Março de 1917 a 19 de Outubro de 1917.